# Tsukasa Shiotani
Tsukasa Shiotani (塩谷 司 Shiotani Tsukasa?, Komatsushima, Tokushima, 5 de diciembre de 1988) es un futbolista japonés. Su posición es la de defensor y su club el Sanfrecce Hiroshima. Es internacional con la selección de fútbol de Japón.

## Estadísticas

### Club
Actualizado al 4 de abril de 2015.
| Club                | Temporada | Liga | Liga | Copa del Emperador | Copa del Emperador | Copa J. League | Copa J. League | Liga de Campeones de la AFC | Liga de Campeones de la AFC | Otros1 | Otros1 | Total | Total |
| Club                | Temporada | PJ   | G    | PJ                 | G                  | PJ             | G              | PJ                          | G                           | PJ     | G      | PJ    | G     |
| ------------------- | --------- | ---- | ---- | ------------------ | ------------------ | -------------- | -------------- | --------------------------- | --------------------------- | ------ | ------ | ----- | ----- |
| Mito HollyHock      | 2011      | 35   | 3    | 3                  | 0                  | -              | -              | -                           | -                           | -      | -      | 38    | 3     |
| Mito HollyHock      | 2012      | 25   | 2    | 0                  | 0                  | -              | -              | -                           | -                           | -      | -      | 25    | 2     |
| Mito HollyHock      | Total     | 60   | 5    | 3                  | 0                  | -              | -              | -                           | -                           | -      | -      | 63    | 5     |
| Sanfrecce Hiroshima | 2012      | 3    | 0    | 1                  | 0                  | 0              | 0              | -                           | -                           | 1      | 0      | 5     | 0     |
| Sanfrecce Hiroshima | 2013      | 34   | 3    | 6                  | 1                  | 2              | 0              | 6                           | 0                           | 1      | 0      | 49    | 4     |
| Sanfrecce Hiroshima | 2014      | 32   | 6    | 3                  | 1                  | 3              | 0              | 8                           | 2                           | 1      | 0      | 47    | 9     |
| Sanfrecce Hiroshima | 2015      | 26   | 3    | 4                  | 0                  | 0              | 0              | 0                           | 0                           | 2      | 2      | 32    | 5     |
| Sanfrecce Hiroshima | Total     | 95   | 12   | 14                 | 2                  | 5              | 0              | 14                          | 2                           | 5      | 2      | 133   | 18    |
| Total               | Total     | 155  | 17   | 17                 | 2                  | 5              | 0              | 14                          | 2                           | 5      | 2      | 196   | 23    |

1: Incluye Mundial de Clubes de la FIFA y Supercopa de Japón.

## Palmarés

### Títulos nacionales
| Título             | Club                | País  | Año  |
| ------------------ | ------------------- | ----- | ---- |
| J1 League          | Sanfrecce Hiroshima | Japón | 2012 |
| Supercopa de Japón | Sanfrecce Hiroshima | Japón | 2013 |
| J1 League          | Sanfrecce Hiroshima | Japón | 2013 |
| Supercopa de Japón | Sanfrecce Hiroshima | Japón | 2014 |
| J1 League          | Sanfrecce Hiroshima | Japón | 2015 |
| Supercopa de Japón | Sanfrecce Hiroshima | Japón | 2016 |
| UAE Pro League     | Al-Ain              | EAU   | 2018 |
| Copa J. League     | Sanfrecce Hiroshima | Japón | 2022 |
| Supercopa de Japón | Sanfrecce Hiroshima | Japón | 2025 |

### Distinciones individuales
| Distinción                                      | Año  |
| ----------------------------------------------- | ---- |
| MVP de Marzo de la J. League                    | 2014 |
| J. League Best XI                               | 2014 |
| Premio al Jugador de Excelencia de la J. League | 2015 |
| J. League Best XI                               | 2015 |
| J. League Best XI                               | 2016 |